# Franciszek Lilpop
Franciszek Lilpop (* 30. Oktober 1870 in Warschau; † 20. Oktober 1937 ebenda) war ein polnischer Architekt.

## Leben
Er war der Sohn von Edward und Marie Caroline von Wernerów. Nach Schulabschluss ging er nach Riga und besuchte dort die Fakultät für Architektur an der dortigen Technischen Universität, wo er 1894 abschloss. In Riga war er auch Mitglied der Studentenverbindung Welecja. Seine Karriere begann in Warschau mit dem Architekten Joseph Dziekonski, kurz nachdem er sein eigenes Büro gründete. 1899 wurde er Chef-Designer beim Architekten Karol Jankowski, was 1903 zur Gründung einer Firma namens Architekturbüro Franciszek Lilpop und Karol Jankowski führte.
Er war Mitbegründer einer Architektengesellschaft in Warschau und später in der Delegation des Verbandes der polnischen Architekten und Ingenieure. Er war Präsident des Organisationskomitees und später des Vorstands und des Kongresses der polnischen Architekten im Jahr 1919. Im Jahr 1925 gehörte er zu den Gründern der Zeitschrift Architektur und Bauwesen, in der er Artikel veröffentlichte.
In seinen letzten Jahren war er technischer Inspektor der Abteilung Bauingenieurwesen des Verteidigungsministeriums. Im Jahr 1924 begann er seine Lehrtätigkeit an der Technischen Universität Warschau, Fakultät für Architektur.

## Werke

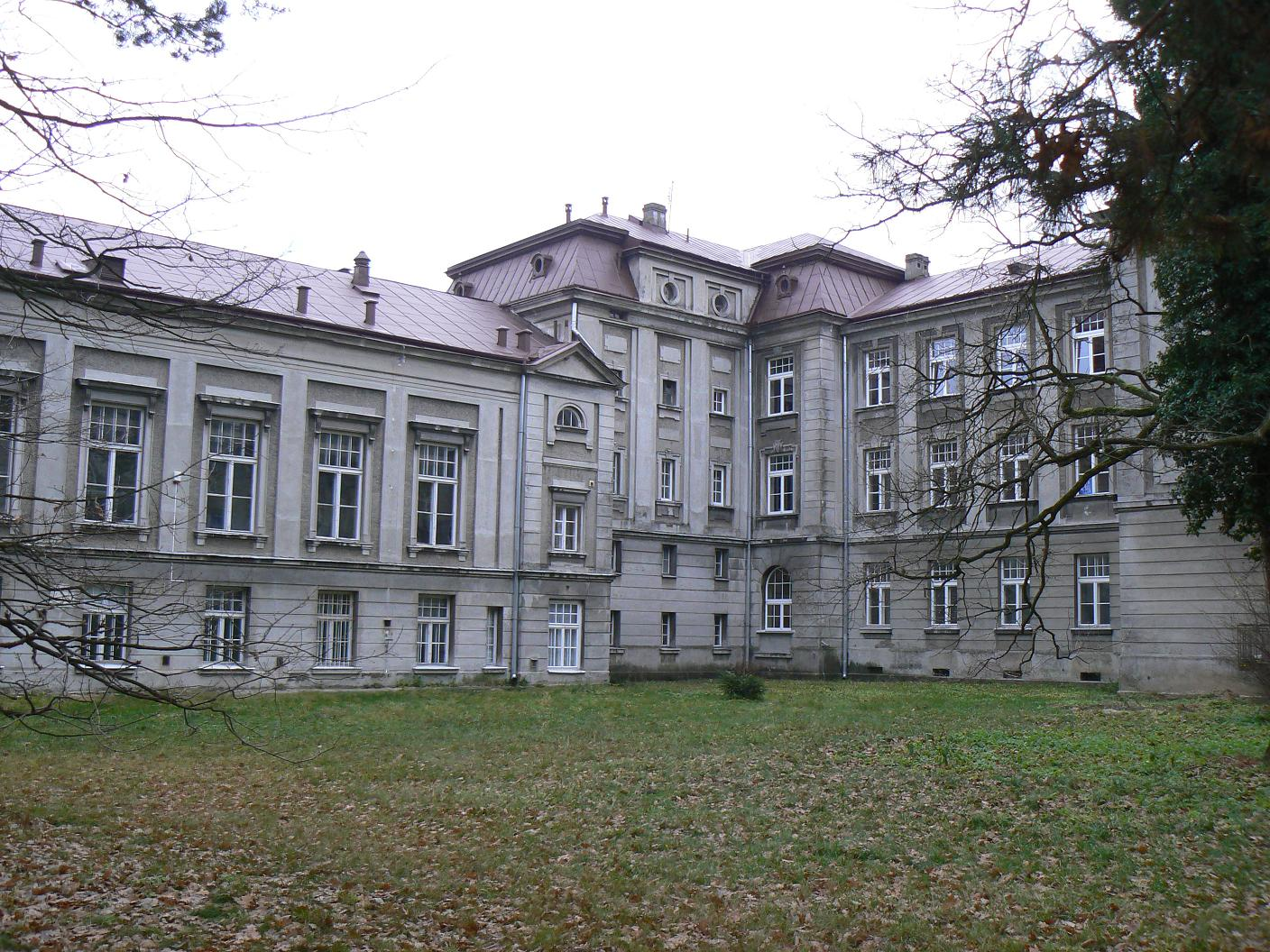
Sanatorium in Rudka, 1908

- Aerodynamische Institut der Technischen Universität Warschau
- Sanatorium in Rudka
- Kinderkrankenhaus in Warschau
- Kirche und Pfarrhaus in Malkinia
- Herrenhäuser in Paszków und Opinogóra

| Personendaten    | Personendaten        |
| ---------------- | -------------------- |
| NAME             | Lilpop, Franciszek   |
| KURZBESCHREIBUNG | polnischer Architekt |
| GEBURTSDATUM     | 30. Oktober 1870     |
| GEBURTSORT       | Warschau             |
| STERBEDATUM      | 20. Oktober 1937     |
| STERBEORT        | Warschau             |